# 라우나시

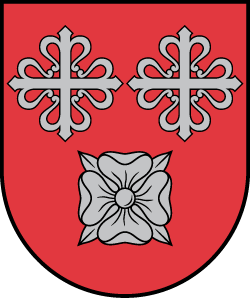
시 문장

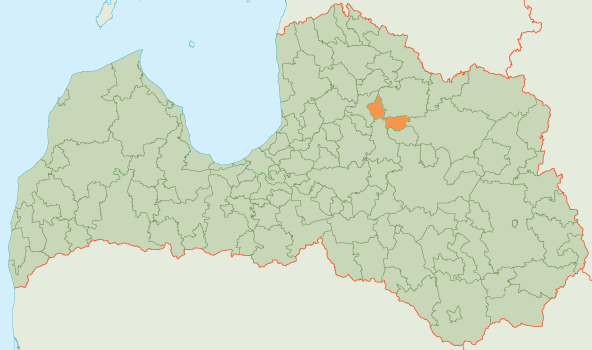
라우나 시의 위치

라우나시(라트비아어: Raunas novads)는 라트비아의 지방 자치체로 행정 중심지는 라우나이며 면적은 309.1km2, 인구는 4,112명(2009년 기준), 인구 밀도는 13명/km2이다. 2개 교구를 관할한다.